# Natalia Goncharova
Natalia Sergéyevna Goncharova (en ruso Наталья Сергеевна Гончарова; Ladýzhino, Rusia, 21 de juniojul./ 3 de julio de 1881greg. - 17 de octubre de 1962) fue una prominente pintora rusa del cubofuturismo, una de las corrientes de la vanguardia rusa prerrevolucionarias. Fue líder en introducir el arte moderno en su país. Junto a Mijaíl Lariónov desarrolló el rayonismo.

## Trayectoria
En el 1900 conoció a Lariónov y tuvo una relación de por vida con él, casándose en 1955. Estudió escultura en la Escuela de pintura, escultura y arquitectura de Moscú, pero comenzó a pintar en 1904. Se inspiró en los aspectos primitivos del arte folclórico ruso e intentó reflejarlos en su propia obra, incorporando elementos fauvistas y cubistas. Fue una de las fundadoras de la asociación Sota de Diamantes en 1910. Junto a Lariónov, fueron los padres del avant-garde ruso pre-revolucionario en 1911, organizando la exposición La cola del burro (Osliny jvost, ru:"Ослиный хвост") en 1912 en Moscú donde participan, entre otros, Kazimir Malévich, Tatlin y Marc Chagall y  el colectivo Der Blaue Reiter (El jinete azul), del que también formaron parte.

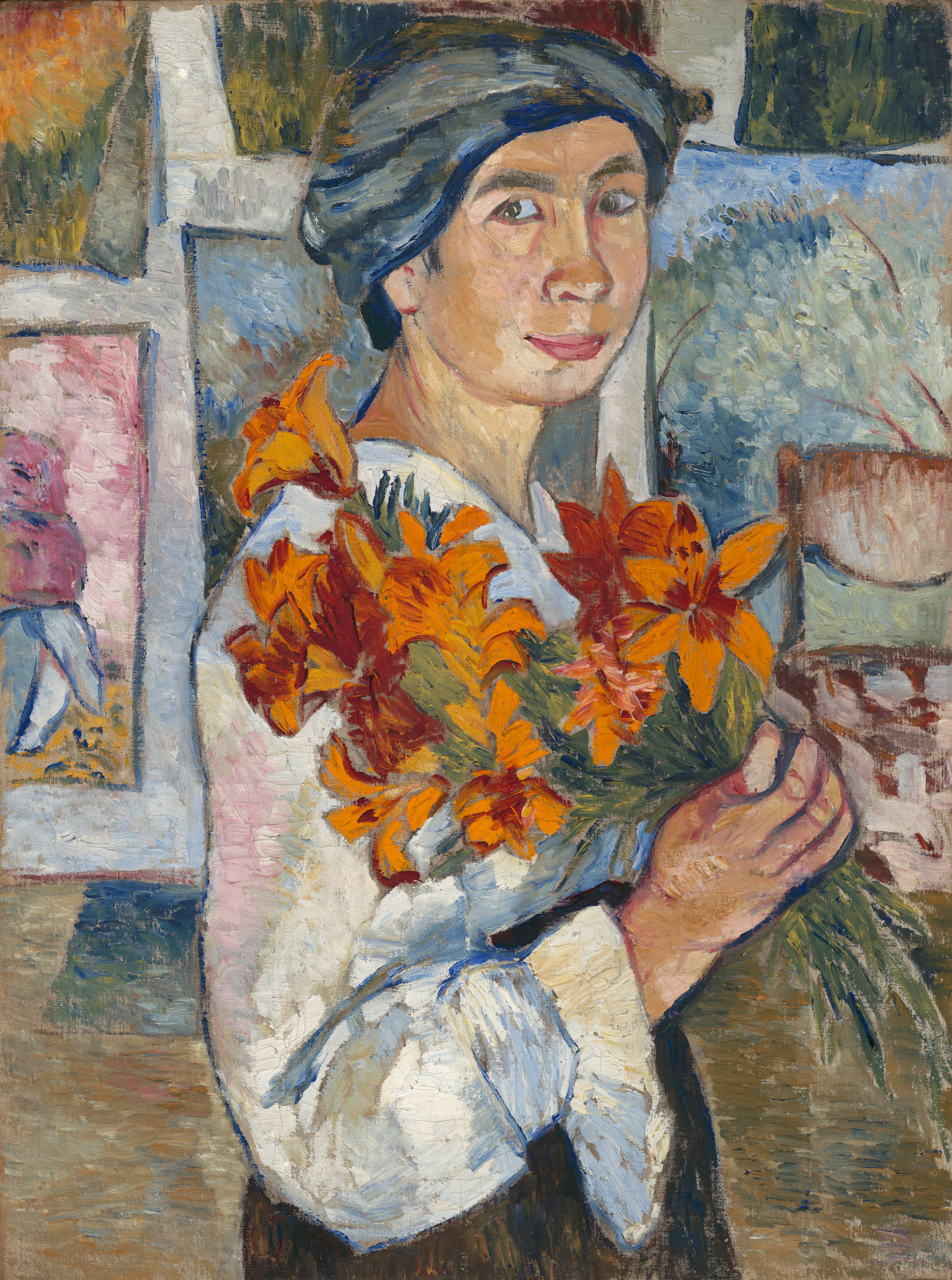
Natalia Goncharova. Autorretrato (1907)

La cola del burro se concibió como una ruptura intencionada con la influencia del arte europeo y el establecimiento de una escuela independiente rusa de arte moderno. Sin embargo, la influencia del futurismo ruso es evidente en las últimas obras de Goncharova.
Inicialmente preocupada por los iconos y el primitivismo del arte folclórico ruso, se hizo famosa en su país por su obra futurista, como El ciclista y sus trabajos rayonistas posteriores. Goncharova también se dedicó al diseño gráfico, habiendo escrito e ilustrado un libro en estilo futurista.
Presentó en Moscú su primera gran exposición en 1913 con 800 obras. Un año después se trasladó a París donde inicia su trayectoria como diseñadora de vestuario y coreógrafa. Durante ese año realizó varios decorados y diseños para los Ballets Russes de Serguéi Diáguilev y para la primera producción parisina Le Coq d'Or. En 1915 diseñó decorados en Ginebra y trajes para el ballet Liturgy (Liturgie), el cual incluía música de himnos ortodoxos rusos, aunque nunca se montó en vida de la artista.
Natalia Goncharova y Mijaíl Lariónov deciden abandonar la asociación Sota de Diamantes en 1919 debido a la excesiva atención que se le presta al arte occidental en detrimento de las innovaciones rusas.
En el año 1921 colaboró con la exposición Russian Arts and Crafts en la galería Whitechapel Gallery en Londres, en los años posteriores trabajó para ballets como Foire Russe, Contes des Fées y L’Oiseau de Feu y siempre teniendo como punto de inspiración los trajes tradicionales de su país. En 1926 diseñó la coreografía para el ballet L’Oliseau de Feu. En 1922 ilustró el cuento Tsar Saltan y el libro Ermitaños (Pustynniki) del poeta ruso Kruchenykh.
En 1934 diseñó la coreografía para el Ballet Russe de Monte Carlo, dos años después participó en la exposición Cubismo y Arte Abstracto en el Museo de Arte Moderno de Nueva York. Posteriormente en 1943 trabajó como diseñadora del bailarín y coreógrafo Serge Lifar.
En 1961 Natalia Goncharova inspirada en el lanzamiento del Sputnik, pinta una serie de imágenes cósmicas y ese mismo año el Consejo de las Artes de Gran Bretaña organiza una retrospectiva de su trabajo.
Poco antes de su muerte en París en 1962, el Arts Council de Londres organizó una exposición retrospectiva con su obra y la de Larionov.
En 2010, la prestigiosa casa de subastas Christie's subastó el óleo Spagnole por más de 10 millones de dólares. En 2019, casi 60 años después de su muerte, el museo Tate Modern organiza la primera exposición retrospectiva de la artista en el Reino Unido.

## Galería

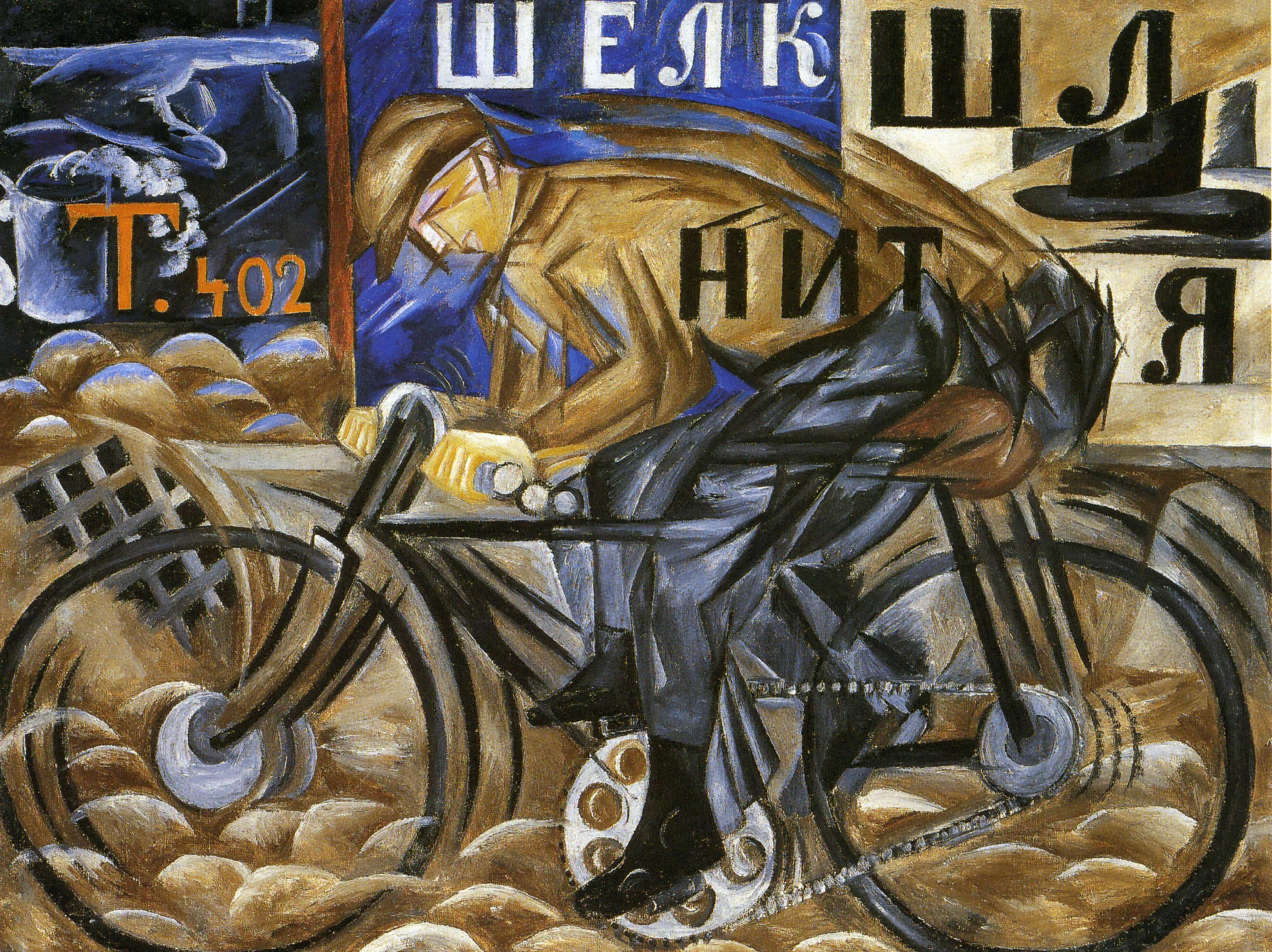
The Cyclist,1913
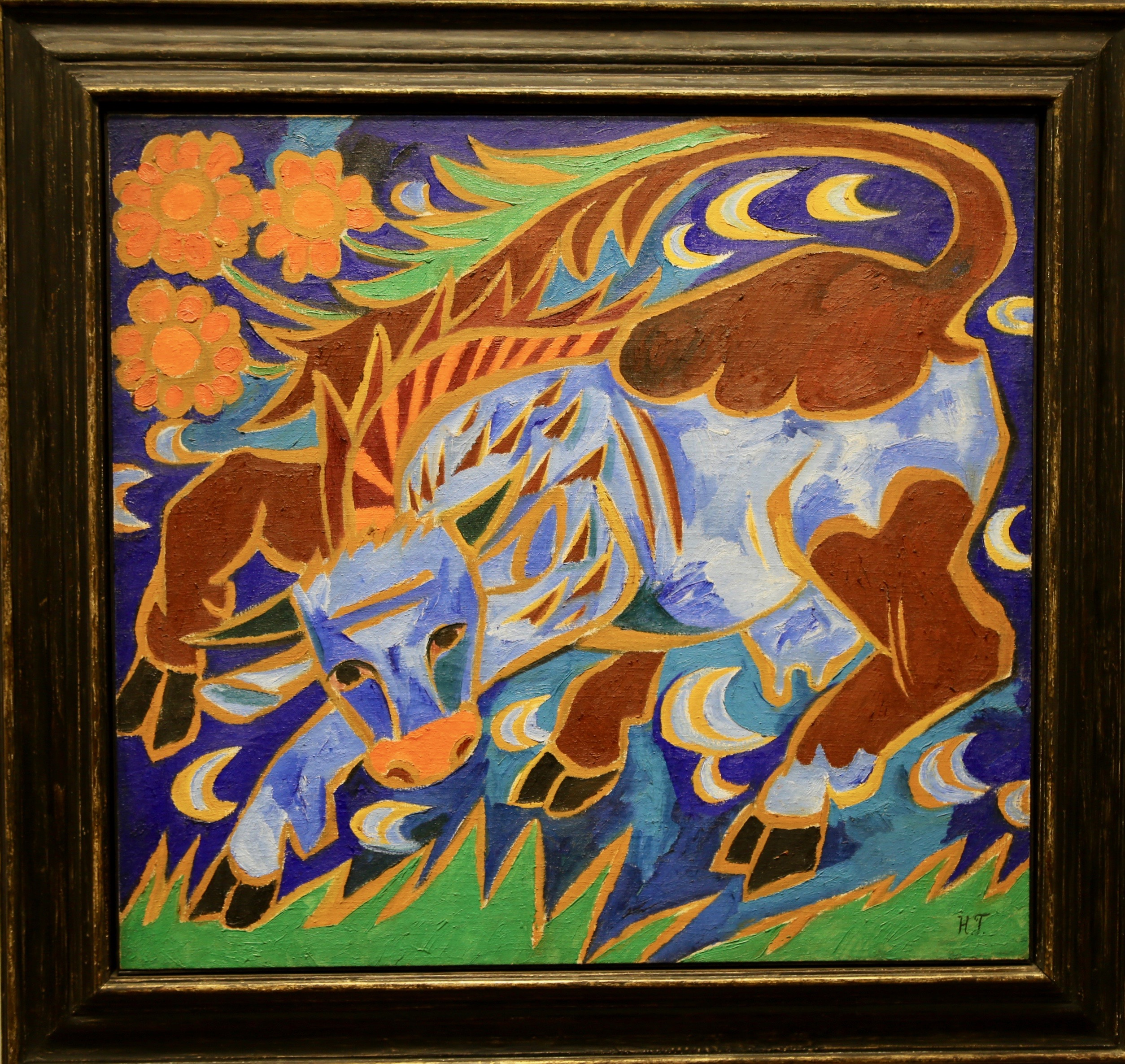
Blue Caw, 1911
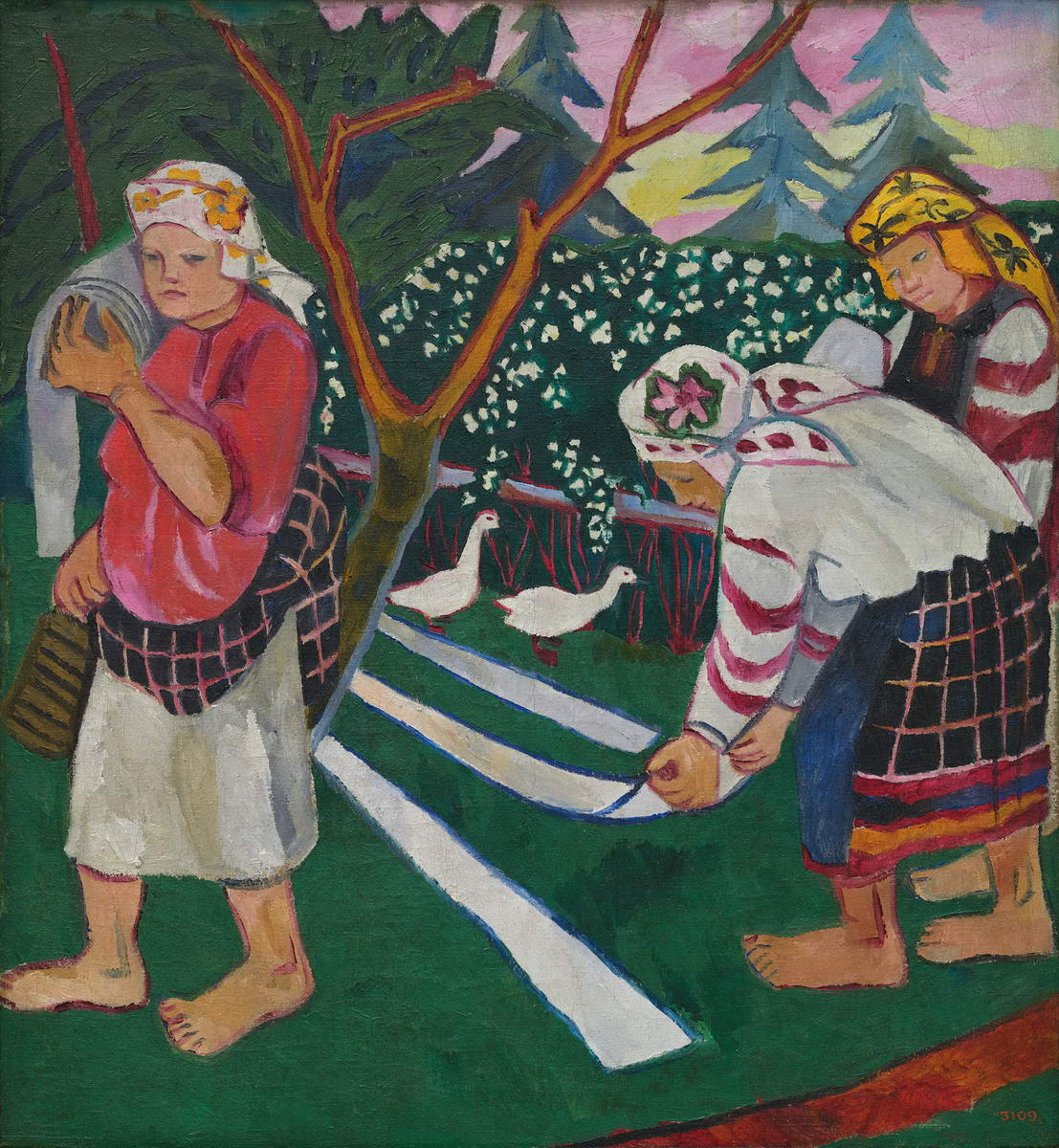
Whitening Canvas, 1908
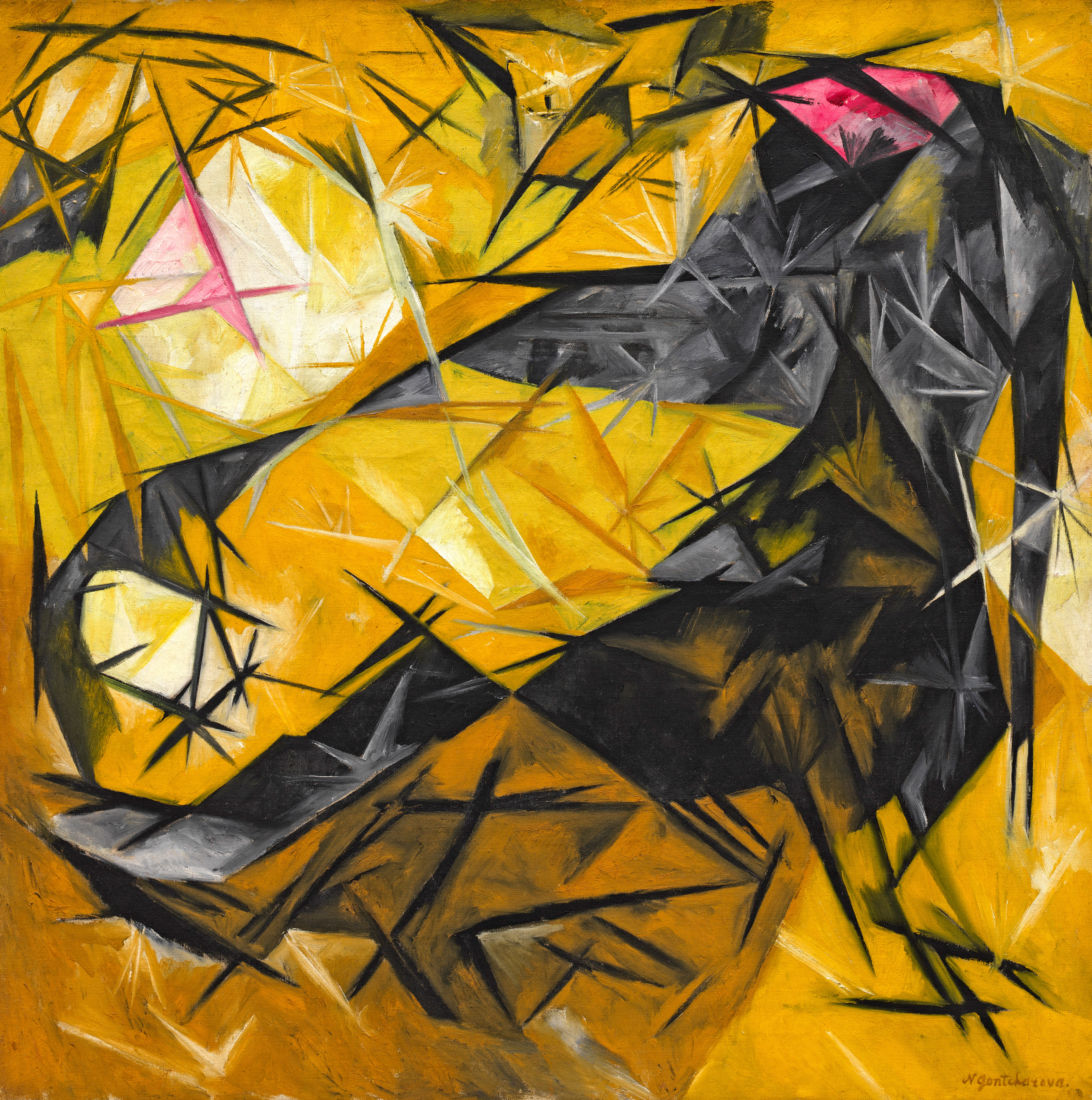
Cats, 1913
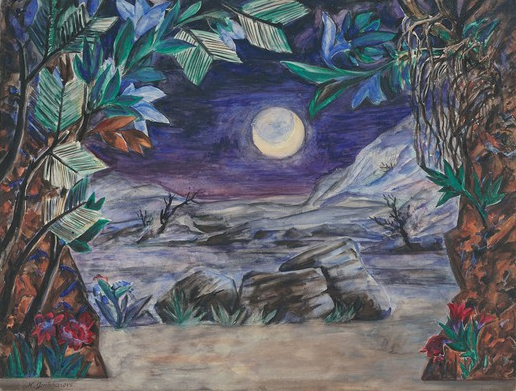
Setr design for Le Coq d`Or act II scene
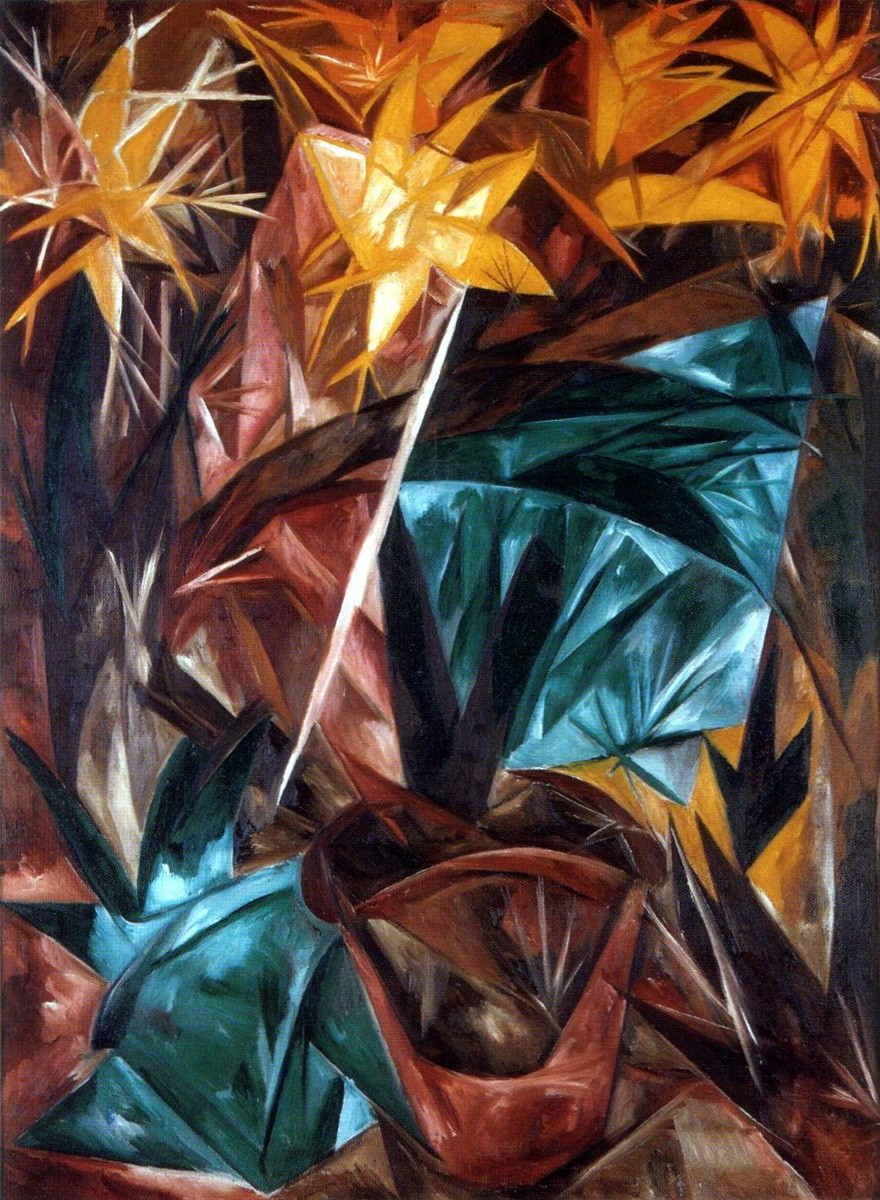
Rayonist Lilies, 1913
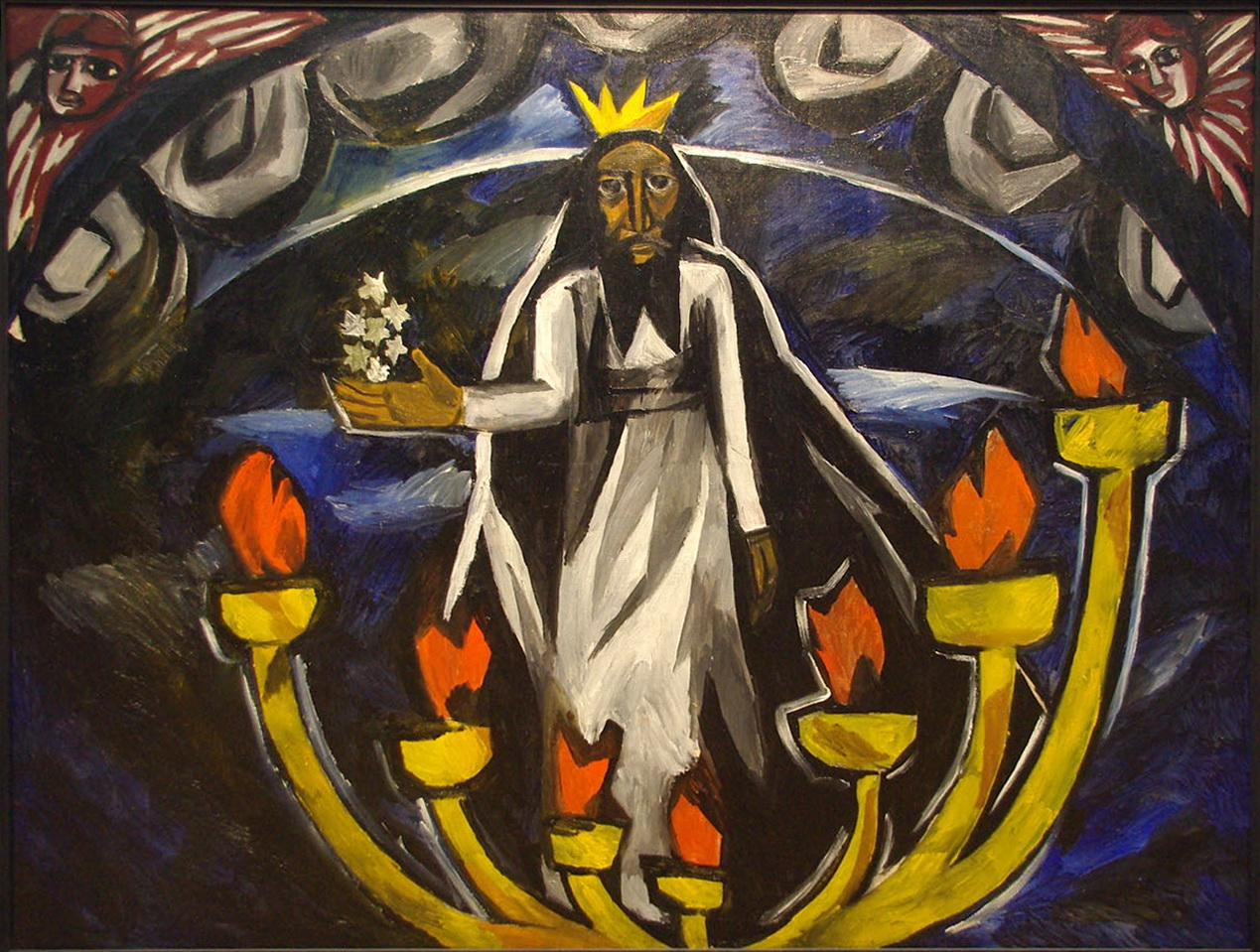
Vision of the Seven Candlesticks, 1910
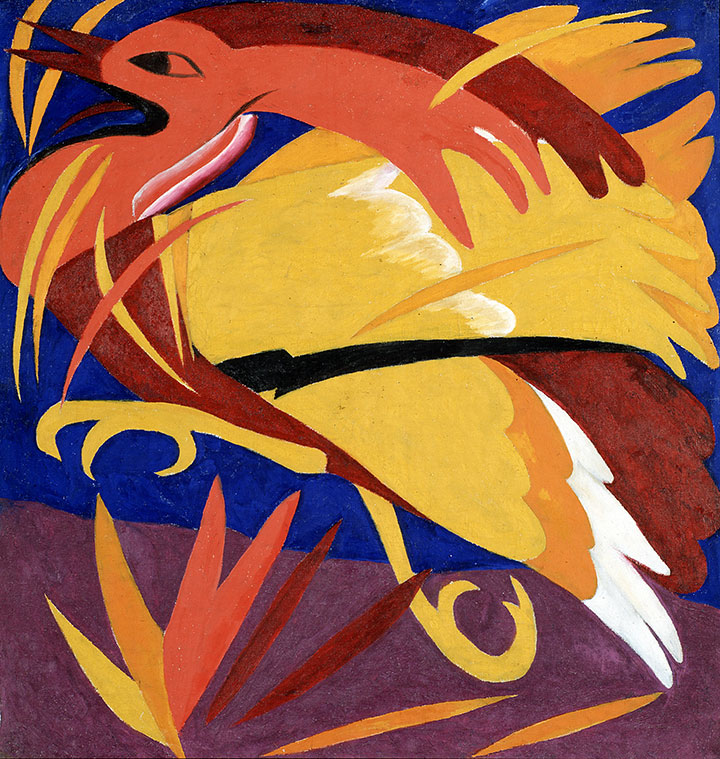
Zhatva-ptica-feniks-N.Goncharova ,1911